# Silene radicosa
Silene radicosa är en nejlikväxtart som beskrevs av Pierre Edmond Boissier och Heldr. Silene radicosa ingår i släktet glimmar, och familjen nejlikväxter. Inga underarter finns listade i Catalogue of Life.